# A894 road
Die A894 road ist eine A-Straße in der schottischen Council Area Highland. Sie ist Teil der Nord-Süd-Verbindung entlang der Westküste durch die Northwest Highlands zwischen Ullapool und Durness an der schottischen Nordküste.

## Verlauf
Die durchgehend zweispurig ausgebaute Straße beginnt an Skiag Bridge, der Abzweigung von der A837 am Nordufer von Loch Assynt. Von dort führt sie nach Norden ansteigend durch weitgehend unbewohntes Bergland bis auf etwa 260 Meter über dem Meeresspiegel. Von einem Parkplatz, etwa fünf Kilometer nördlich von Skiag Bridge, kann der Eas a’ Chual Aluinn, der höchste Wasserfall Großbritanniens, nach einer längeren Wanderung erreicht werden. Vom Parkplatz führt die A894 wieder abwärts, teils in Serpentinen, bis zur kleinen Ortschaft Unapool. Etwa zwei Kilometer zuvor zweigt links eine schmale Single track road ab, die die kleinen Ansiedlungen im Nordwesten von Assynt erschließt. Kurz nach Unapool passiert die A894 Kylesku, eine kleine Ortschaft am Südufer von Loch Glencoul. Loch Glencoul ist ein Sea loch und Teil eines tief in das Land einschneidenden, aus Loch a’ Chàirn Bhàin, Loch Glencoul und Loch Glendhu bestehenden, zum Minch gehörenden Fjords.

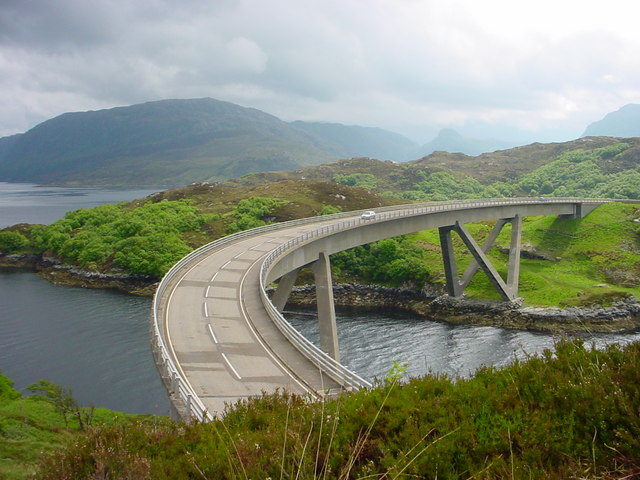
Die Kylesku Bridge

Bis 1984 querte die A894 den Fjord mittels einer Fähre zwischen Kylesku und der kleinen Ansiedlung Kylestrome auf der Nordseite. Im August 1984 eröffnete Königin Elisabeth II. die Kylesku Bridge, eine 277 Meter lange Kastenträgerbrücke, die 24 Meter Höhe über dem Meeresspiegel erreicht. Sie verläuft in einer Kurve und stützt sich auf beiden Ufern auf V-förmige Stützen. Zusammen mit dem Bau der Brücke wurde auch die A894 in diesem Bereich neutrassiert.
Nördlich der Brücke passiert die A894 den Abzweig nach Kylestrome, zugleich der frühere Verlauf der A894. In diesem Bereich befindet sich zudem ein Aussichtspunkt, von dem ein weiter Überblick über den Fjord und die Berge im nördlichen Assynt möglich ist. Der folgende Abschnitt wurde in den 1970er Jahren grundlegend ausgebaut und neutrassiert, die neue Trassierung weicht teilweise mehrere Kilometer von der früheren Führung ab. Die alten Abschnitte dienen teilweise der Zufahrt zu kleinen Ansiedlungen und Lodges, sind aber überwiegend nicht mehr befahrbar. Bis Scourie, der größten Ortschaft im Verlauf der A894, verläuft die Straße meist mit etwas Abstand zur Küste nach Nordwesten. Von Scourie wendet sie sich nach Nordosten. Sie passiert in diesem Bereich mehrere Seen. Bei Loch a’ Bhagh Ghainmhich zweigt eine kleine Seitenstraße ab, über die der kleine Hafen Tarbet erreicht werden kann, von dem aus eine Bootsverbindung zur Insel Handa Island, einem wichtigen Brutgebiet für Seevögel, besteht. Nach der kleinen Ansiedlung Badnabay endet die A894 bei Laxford Bridge an der Einmündung in die A 838. Diese verläuft aus Richtung Süden von Lairg kommend weiter in Richtung Norden bis Durness und von dort nach Osten entlang der Nordküste bis Tongue.
Zwischen der Einmündung der B869 südlich von Unapool und Laxford Bridge ist die A894 Teil der Ferienstraße North Coast 500.